# تایگا کودو
تایگا کودو (ژاپنی: 工藤 大雅؛ زادهٔ ۲۸ ژوئیهٔ ۲۰۰۱) یک بازیکن فوتبال اهل ژاپن است.
از باشگاه‌هایی که در آن بازی کرده‌است می‌توان به باشگاه فوتبال اوئیتا ترینیتا اشاره کرد.